# Yellow Jackets de Pittsburgh
Les Yellow Jackets de Pittsburgh sont une équipe de hockey sur glace qui a évolué dans l'Eastern Amateur Hockey League de 1935 à 1937.

## Historique
En janvier 1935, John H. Harris, propriétaire d'une chaîne de théâtres à Pittsburgh, engage Dinny Manners afin de créer une équipe de hockey sur glace à Pittsburgh et de la faire jouer dans l'Eastern Amateur Hockey League. Elle devient la troisième équipe de la ville à porter le nom de Yellow Jackets : la première existe de 1916 à 1925 et la deuxième évolue dans la Ligue internationale de hockey de 1930 à 1932.
L'équipe dispute d'abord des matchs exhibition avant de rejoindre officiellement l'EAHL en compagnie des Rovers de New York en octobre 1935.
L'équipe partage sa patinoire du Duquesne Gardens avec les Shamrocks qui jouent dans la Ligue internationale de hockey. Elle termine sa première saison à la deuxième place de la saison régulière puis également deuxième des séries. 
Le 4 octobre 1936, Harris achète les Jeux Olympics de Détroit qu'il déménage à Pittsburgh, renomme Hornets de Pittsburgh et engage dans la Ligue américaine de hockey. Plusieurs joueurs des joueurs des Yellow Jackets et des Shamrocks rejoignent alors les Hornets. 
La deuxième saison des Yellow Jackets se conclut sur une quatrième place puis l'équipe cesse ses activités.

## Statistiques
| No | Saison    | PJ | V  | D  | N | BP  | BC  | Pts | Classement | Séries éliminatoires | Entraîneur    |
| -- | --------- | -- | -- | -- | - | --- | --- | --- | ---------- | -------------------- | ------------- |
| 1  | 1935-1936 | 40 | 22 | 16 | 2 | 108 | 74  | 46  | 2e         | 2e                   | Dinny Manners |
| 2  | 1936-1937 | 48 | 19 | 24 | 5 | 43  | 119 | 147 | 4e         |                      | Dinny Manners |

## Joueurs
Les joueurs suivants ont fait partie de la franchise :
- Pete Bessone
- Henri Bracconier
- Frank Brimsek
- Len Burrage
- Gregg Coulson
- Clark Donald
- Harry Doran
- Jim Douglas
- Jack Draper
- Gordie Drillon
- Roy Giesebrecht
- Oswald Gorman
- Lloyd Grant
- Clem Harnedy
- Francis Heximer
- Clarence Houston
- Irving Mackie
- Harvey McClelland
- Byron McDonald
- Wally Monson
- Alex Muckle
- John Read
- Colin Sherwood
- Crossley Sherwood
- Arthur Smith
- Jack Smith
- John Thompson
- James Utman